# Victor Stoeber
Pour les articles homonymes, voir Stoeber.
Victor Daniel Stoeber, né le 16 février 1803 et mort le 5 juin 1871 à Strasbourg, est un médecin français, pionnier de l'ophtalmologie. Il est le créateur du premier enseignement officiel d'ophtalmologie en France, en 1845, et de la première clinique d'ophtalmologie, à Strasbourg en 1854.

## Aperçu biographique
Victor Stoeber est le fils du jurisconsulte strasbourgeois Élie Stoeber et de son épouse Frédérique Caroline née Falckenhauer. Il est le cousin germain du poète Ehrenfried Stoeber.
Il poursuit des études de médecine à Strasbourg où il est formé notamment par Lauth, Lobstein et Fodéré, premiers professeurs de la nouvelle Faculté de médecine. Il soutient une thèse remarquée sur le Delirium tremens en 1824. Il voyage pendant trois années durant pour étudier en France et dans toute l'Europe. Il passe par Paris où il suit notamment les cours de Pinel, Dupuytren (qui l'impressionne grandement), Broussais, Laennec, Esquirol, Larrey. Il se lie avec Gall mais refuse sa succession. Il séjourne à Dublin, Glasgow et Londres où il rencontre James Wardrop et Sir William Lawrence. Il y trouve là sa voie dans la spécialisation vers l'ophtalmologie après un intérêt très tôt développé pour ce qu'on nommait alors "oculistique". Il visite également la Hollande, la Belgique, l'Allemagne, la Suisse, l'Italie et l'Autriche.
De retour à Strasbourg, il commence sa carrière universitaire en 1829: il est reçu au tout premier concours de l'agrégation en soutenant une thèse intitulée « De hydrope ventriculorum cerebri » [hydropisie des ventricules du cerveau]. Il ouvre en 1830 le premier - et le seul en France - cours consacré exclusivement aux maladies des yeux. Il publie en 1834 son Manuel d'ophtalmologie, un des traités les plus complets alors disponibles. Il est rédacteur en chef des Archives médicales de Strasbourg en 1835. Il est élu membre correspondant de l'Académie de médecine en 1836. Entre 1837 et 1846, il est chargé de la clinique des maladies des enfants. En 1841, il participe dès sa création à la Gazette Médicale de Strasbourg fondée par Édouard Eissen et enrichit de nombreux volumes une bibliothèque consacrée à l'ophtalmologie.
En 1845, il est reçu par concours professeur de pathologie et de thérapeutique puis de dermatologie. Suivant l'exemple britannique du Moorfields Eye Hospital, il est à l'origine de la création en 1854 de la première clinique d'ophtalmologie (comportant dix-neuf lits) qui aura un rayonnement international. Son gendre Ferdinand Monoyer y deviendra son assistant, avant de rejoindre la Faculté de Nancy.
Très abattu par la conquête de l'Alsace et de Strasbourg par l'Allemagne en 1871, il meurt peu après des suites d'une maladie urinaire dont il souffrait déjà depuis de longues années.

## Œuvres et publications
- De l'organisation médicale in France, [Mémoire qui a obtenu une médaille d'or au concours ouvert in 1829 par la Société Royale de médecine de Marseille, sur les questions suivantes : 1. Dans l'état actuel de la médecine, l'enseignement public et l'exercice de cet art réclament-ils des améliorations? 2. Dans l'affirmative, faire connaître en quoi consistent ces améliorations; indiquer en outre les meilleurs moyens de former le plus grand nombre possible d'excellens médecins et chirurgiens praticiens ?], F.G. Levrault (Paris), 1830, Texte intégral.
- Dissertation sur le delirium tremens [Thèse de médecine, présentée et soutenue à la faculté de médecine de Strasbourg, le 15 novembre 1824], Strasbourg [s.n.], 1824, Impr. de F. G. Levrault, 1 vol., 37 p., in-4.
- Manuel pratique d'ophthalmologie ou traité des maladies des yeux 	, F. G. Levrault (Paris, Strasbourg), 1834, 1 vol., 496 p., ill., 21 cm., Texte intégral.
- Observations de cataractes traumatiques, Germer-Baillière (Paris), 1835.
- Appréciation des progrès que l'anatomie pathologique a fait faire à la thérapeutique, [Thèse de concours pour la chaire de clinique interne, ouvert à la faculté de médecine de Strasbourg, par arrêté de M. le Ministre de l'instruction publique, du 12 mai 1835], Impr. de F. G. Levrault (Strasbourg), 49 p., 25 cm.
- Manuel pratique d'ophthalmologie ou Traité des maladies des yeux, Société encyclographique des sciences médicales (Bruxelles), 1837, Texte intégral.
- Des rapports de l'ophthalmologie avec les maladies du système nerveux, impr. de G. Crépin-Leblond (Nancy), 8 p., in-8, lire en ligne sur Gallica.
- La clinique des maladies des enfants de la Faculté de Strasbourg, pendant les trois années scolaires 1837-1840, imprimerie de G. Silbermann (Strasbourg), 1841, 70 p., 22 cm.
- De l'opération du strabisme, [S. l.], [s. n.], [1841].
- Considérations sur l'ophthalmie scrophuleuse, Société encyclographique des sciences médicales (Bruxelles), 1841.
- Notice sur les eaux minérales de Hombourg (près Francfort-sur-Mein), impr. de G. Silbermann (Strasbourg), 1844, in-16, 91 p., lire en ligne sur Gallica.
- Observations de microphthalmie, imp. de G. Silbermann (Strasbourg), [1844].
- Service des maladies vénériennes et cutanées pendant le semestre d'été 1846, imp. de G. Silbermann (Strasbourg), 1847.
- Rapport général sur le service de santé de l'Hôpital civil de Strasbourg en 1847, imp. de G. Silbermann (Strasbourg), [1848].
- De la nature cancéreuse de la mélanose de l'œil, impr. de G. Silbermann (Strasbourg), 1854, 23 p., in-8, lire en ligne sur Gallica.
- Le vitalisme et l'organicisme à l'Académie de médecine de Paris, [impr. de G. Silbermann (Strasbourg)], [1855].
- Une excursion médicale en Allemagne : le congrès des naturalistes et médecins allemands en 1854 : Gœttingue, Berlin, Dresde, Leipzig, [lettres adressées à M. le professeur Tourdes par V. Stoeber], imprimerie de G. Silbermann (Strasbourg), 1854, 56 p., 21 cm.
- De l'Extraction de la cataracte par incision linéaire, et de l'extraction scléroticale, [Compte-rendu de la clinique ophthalmologique de la Faculté de médecine de Strasbourg. Année scolaire 1855 à 1856], impr. de Silbermann (Strasbourg), 1857, in-8°, 38 p., lire en ligne sur Gallica.
- Le Congrès d'ophthalmologie de Bruxelles, [Lettre adressée à M. le Dr Pétrequin (Strasbourg, 1er octobre 1857) par M. V. Stoeber], impr. de G. Silbermann (Strasbourg), 1857.
- Nouvelle excursion médicale en Allemagne, Prague, Vienne ; réunion des naturalistes et médecins allemands en 1856, Trieste, Venise, Munich, [lettres adressées à M. le Prof. Tourdes], impr. de G. Silbermann (Strasbourg), 1857.
- La réunion des médecins et naturalistes allemands à Carlsruhe en 1858, [impr. de G. Silbermann (Strasbourg)], [1858].
- Des Inhalations de chloroforme dans les opérations pratiquées sur les yeux, impr. de G. Silbermann (Strasbourg), 1860, in-8°, 24 p., lire en ligne sur Gallica.
- Tumeurs fibreuses de la dure-mère. Tumeur fibro-fongueuse de la dure-mère cranienne, avec ramollissement du cerveau. Tumeur fibreuse de la dure-mère crânienne, impr. de Vve Berger-Levrault (Strasbourg), 1863.
- Fragments d'oculistique, impr. de G. Silbermann (Strasbourg), 1865.
- De l'enseignement des maladies des yeux et de l'exercice de cette spécialité, [discours prononcé à l'ouverture de la clinique ophtalmologique de la Faculté de médecine de Strasbourg le 6 avril 1869], préface de Ferdinand Monoyer, G. Masson (Paris) 1872, 12 p., in-12, lire en ligne sur Gallica
- De l'extraction de la cataracte par le procédé quasi linéaire simple ou composé, [Thèse], Impr. Berger-Levrault (Nancy), 1876, 1 vol., 151 p., 9 pl.
- De l'Antisepsie en ophtalmologie, impr. de Berger-Levrault (Nancy), 1877, in-8°, 7 p., lire en ligne sur Gallica.
- Du champ visuel simple ou achromatique et de ses anomalies, [échelle pour déterminer la simulation de l'amaucose unilatérale et l'acuité visuelle], [S.l.], [s.n.], 1883, 51 p., in-8.

En collaboration
- avec Gabriel Tourdes :

Hydrographie médicale de Strasbourg et du département du Bas-Rhin, Treuttel et Würtz, 1862.

Topographie et histoire médicale de Strasbourg et du département du Bas-Rhin, Vve Berger-Levrault et fils (Strasbourg), 1864, 1 vol., 617 p., 24 cm., Texte intégral.
Victor Stoeber est également l'auteur de très nombreux articles publiés dans les Annales d'oculistiques et dans les Archives médicales de Strasbourg.